# Rieux, Morbihan
Rieux (bretonska: Reoz) är en kommun i departementet Morbihan i regionen Bretagne i nordvästra Frankrike. Kommunen ligger i kantonen Allaire som tillhör arrondissementet Vannes. År 2022 hade Rieux 2 841 invånare.

## Befolkningsutveckling
Antalet invånare i kommunen Rieux
| Referens: INSEE |